# Renald I (hrabia Geldrii)
Renald I (ur. ok. 1255 r., zm. 9 października 1326 r.) – hrabia Geldrii i Zutphen od 1271 r.

## Życiorys
Renald był jedynym synem hrabiego Geldrii Ottona II. Jego matką była druga żona Ottona, Filipa z Dammartin. W 1271 r. odziedziczył po ojcu hrabstwa Geldrii i Zutphen. Prawdopodobnie początkowo znajdował się pod dużym wpływem stryja Henryka, biskupa Liège. Gdy ten ostatni został w 1274 r. pozbawiony urzędu, zajął Montfort, gdzie sprawował praktycznie samodzielną władzę.
W 1276 r. Renald ożenił się z Ermengardą, jedynym dzieckiem księcia Limburgii i dziedziczką Walrama IV. Jednak wkrótce po śmierci Walrama zmarła także bezpotomnie Ermengarda. Renald próbował utrzymać księstwo Limburgii, jednak wybuchła długotrwała wojna o sukcesję limburską, w którą zaangażowali się liczni władcy dolnoniemieccy (po stronie Renalda – m.in. arcybiskup Kolonii Zygfryd z Westerburga i hrabia Luksemburga Henryk VI). Głównym konkurentem Renalda był książę Brabancji Jan I, który odkupił prawa do Limburgii od bratanka zmarłego Walrama, hrabiego Bergu Adolfa V. Wojna zakończyła się ona klęską Renalda w bitwie pod Worringen w 1288 r., sam Renald został wzięty do niewoli.
Dzięki pośrednictwu hrabiego Flandrii Gwidona z Dampierre, którego córkę Małgorzatę Renald w międzyczasie poślubił (1285), Renald został uwolniony i zawarł pokój; musiał jednak oddać Janowi I brabanckiemu miasto Tiel. Ponadto, z powodu wielkich długów zaciągniętych u hrabiego flandryjskiego, Renald musiał oddać mu na pięć lat swoje posiadłości w zastaw (1288–1293). Sam po uwolnieniu przebywał w Paryżu, a w 1290 r. został cesarskim namiestnikiem we Fryzji. Był też w tym okresie w Rzymie. Prawdopodobnie stał się w tych latach bardzo religijny, w Paryżu mógł przesiąknąć różnymi ideami teologicznymi. W późniejszych latach myślał nawet o organizacji krucjaty, a geldryjskim miastom nadawał religijne nazwy.
Ostatnie lata życia Renalda stały pod znakiem jego konfliktu z synem Renaldem II, wspieranym przez matkę i geldryjskich mieszczan, których prawa hrabia ograniczał. Hrabia był przy tym posądzany (nie wiadomo czy słusznie) o pogłębiającą się chorobę psychiczną. Faktycznym powodem sporu było rosnące zadłużanie Geldrii. W 1318 r. doszło do kompromisu, wedle którego hrabia odstępował synowi część dochodów, a także udział w rządach Geldrią. Jednak wkrótce konflikt wybuchł z nową siłą, a syn ostatecznie uwięził hrabiego na zamku Montfort, gdzie ten pozostał do końca życia. Został pochowany w klasztorze Graefenthal.

## Rodzina
Małżeństwo Renalda z Ermengardą limburską było bezdzietne. Z kolei ze związku z Małgorzatą flandryjską (wdową po zmarłym w młodości następcy tronu szkockiego, Aleksandrze) pochodziło sześcioro dzieci:
- Renald II, syn i następca ojca jako hrabia Geldrii i Zutphen, pierwszy książę Geldrii,
- Gwidon, zmarły młodo,
- Filip, zmarły w niemowlęctwie,
- Elżbieta, przyrzeczona jednemu z synów króla Niemiec Albrechta I Habsburga, zakonnica w Kolonii,
- Filipa, zakonnica w Kolonii,
- Małgorzata, żona hrabiego Kleve Dytryka VII.